# Anna Nemitz
Anna Nemitz, född 3 januari 1873 i Bromberg, död 7 augusti 1962, var en tysk politiker (socialdemokrat). Hon var ledamot i den tyska riksdagen 1920-33.